# Apel ewangelizacyjny
Apel ewangelizacyjny (popularnie zwany też pobudką misyjną) – jest jednym z dwóch zasadniczych elementów (obok szkoły sobotniej) pierwszej części nabożeństwa sobotniego w Kościele Adwentystów Dnia Siódmego. Jest to krótkie, dziesięciominutowe przemówienie wygłoszone w oparciu o werset biblijny (na każdą sobotę inny, publikowany w lekcjach biblijnych). Zazwyczaj następuje on po lekcji szkoły sobotniej i poprzedza on kazanie (drugą część nabożeństwa). Apele ewangelizacyjne wygłaszane są zarówno przez pastorów, jak i wiernych Kościoła adwentystycznego.